# Kleopatra testar gifter på dödsdömda
Kleopatra eller Kleopatra testar gifter på dödsdömda (franska: Cléopâtre essayant des poisons sur des condamnés à mort) är en av den franske konstnären Alexandre Cabanel sista oljemålningar. Den målades 1887 och är utställd på Kungliga museet för sköna konster i Antwerpen. 
Cabanel var en av de främsta representanterna för den akademiska salongskonsten vilken utmärkte sig genom tydligt tecknande linjer och motiv som anknyter till en klassisk tradition av idealiserande realism. Detta verk anknyter även till orientalismen som var en viktig strömning i Frankrike allt sedan Napoleons invasion av Egypten 1798. Under 1800-talet genomfördes ett flertal större och mycket uppmärksamma arkeologiska undersökningar i Egypten och 1893 bildades Société des Peintres Orientalistes Français. 
Cabanel valdes 1867 in i Antwerpse academie. Som receptionsstycke skulle han lämna in ett självporträtt och en historiemålning. År 1886 lämnade han in sitt självporträtt och året efter, lagom till Parissalongen där den ställdes ut, blev Kleopatra testar gifter på dödsdömda färdig. Antwerpse academie blev nöjda med verket och erbjöd honom den stora summan 23 500 franc. 
Målningen visar Kleopatra VII av Egypten luta sig tillbaka för att iaktta olika gifts verkan på dödsdömda fångar i syfte att finna ett snabbt och smärtfritt sätt att begå självmord. Händelsen återberättas i Plutarchos Jämförande levnadsteckningar om den romerske fältherren Marcus Antonius. Kleopatra och Marcus Antonius hade allierat sig mot Octavianus, blivande kejsar Augustus, men besegrats i slaget vid Actium. Efter fruktlösa förhandlingar med Octavianus och ställd inför utsikten att framföras i dennes triumftåg i Rom valde Kleopatra att ta sitt liv med gift.